# Federico Tolardo
Federico Tolardo (* 1983 in Turin, Piemont) ist ein italienischer Theater- und Filmschauspieler.

## Leben
Tolardo wurde 1983 in Turin geboren. Nach der Teilnahme an verschiedenen Workshops studierte er von 2006 bis 2008 an der Centro Sperimentale di Cinematografia in Rom. Bereits vor seinem Studium konnte er 2004 im Film Nemmeno il destino eine Nebenrolle ergattern und erhielt in den folgenden Jahren Besetzungen in einer Reihe von Kurzfilmen. Auch war er in verschiedenen Theaterstücken zu sehen. Er wirkte zu Beginn der 2010er Jahre unter anderen in den Fernsehserien Don Matteo und Nero Wolfe mit. 2014 war er in der Fernsehserie Il tredicesimo apostolo: La rivelazione in insgesamt zwei Episoden in der Rolle des Stefano Fabbri zu sehen. 2016 wirkte er in sieben Episoden der Fernsehserie Fuoco amico: Tf45 – Eroe per amore mit. 2018 spielte er mit der Rolle des Armando Spadoni eine der Hauptrollen im Film Kiffer vs. Killer Mosquitos. 2020 mimte er eine Nebenrolle in der Serie Mord in Genua – Ein Fall für Petra Delicato.

## Filmografie (Auswahl)
- 2004: Nemmeno il destino
- 2005: Spike (Kurzfilm)
- 2008: Gone Golfing (Kurzfilm)
- 2009: Warming Safari (Kurzfilm)
- 2011: Don Matteo (Fernsehserie, Episode 8x13)
- 2011: The Gerber Syndrome: il contagio
- 2012: Il tredicesimo apostolo – Il prescelto (Fernsehserie, Episode 1x04)
- 2012: Nero Wolfe (Fernsehserie, Episode 1x05)
- 2012: R.I.S. – Delitti imperfetti (Fernsehserie, Episode 8x02)
- 2012: Due passi avanti e uno a sinistra (Kurzfilm)
- 2013: L'intrepido
- 2013: LARPers-to Protect and Play (Kurzfilm)
- 2014: Il tredicesimo apostolo: La rivelazione (Fernsehserie, 2 Episoden)
- 2014: Low Budget – Cinema Geneticamente Modificato (Fernsehserie)
- 2014: Fango e gloria
- 2016: Radio Limbo (Fernsehfilm)
- 2016: Fuoco amico: Tf45 – Eroe per amore (Fernsehserie, 7 Episoden)
- 2016: Avanti (Sprechrolle)
- 2017: Nobili bugie
- 2017: L'onore e il rispetto (Miniserie, Episode 5x05)
- 2017: Hostess (Miniserie)
- 2018: Tu mi nascondi qualcosa
- 2018: Kiffer vs. Killer Mosquitos (Tafanos)
- 2018: Non mi posso lamentare (Kurzfilm)
- 2019: Che Dio ci aiuti (Fernsehserie, Episode 5x12)
- 2019: Helikon (Fernsehserie)
- 2020: Mord in Genua – Ein Fall für Petra Delicato (Petra, Miniserie, Episode 1x01)
- 2021: Yara
- 2021: Ratavoloira (Kurzfilm)

## Theater (Auswahl)
- 2009: Il mercante di Venezia, Regie: Loredana Scaramella, Politeama s.r.l.
- 2009: Partita spagnola, Regie: Lorenzo d'Amico De Carvalho, Quartieri dell'Arte
- 2010: Molto rumore per nulla, Regie: Fabio Cicaloni, Metterstudio
- 2010: Il calapranzi, Regie: Vito Mancusi
- 2010–2012: Il tempo libero, Regie: Carlo Fineschi, Nutrimenti Terrestri – Quartieri dell'Arte
- 2011: Autori anonimi, Regie: Vito Mancusi
- 2014: Tanto rumore per nulla – da Shakespeare, Regie: Loredana Scaramella

## Werke
- Nobili bugie. Castelvecchi, 2017, ISBN 978-88-6944-755-6 – gemeinsam mit Luisella Pescatori